# Рейндж

Рейндж атак персонажа у грі Arena of Heroes

Рейндж (англ. range) — відстань. Як термін зазвичай використовується у відеоіграх для позначення відстані, на яку може атакувати гравець, суперник, навичка тощо. 
Також в іграх використовується для визначення типу механіки персонажа: рейнджовий — з можливістю ведення дальнього бою, на противагу мілішному — ведучого ближній бій. Використовується також словосполучення OOR (від англ. out of range) — для повідомлення союзників, що об'єкт знаходиться поза радіусом можливих атак.